# 新宿角座
新宿角座（しんじゅくかどざ）は、東京都新宿区に所在していた、松竹芸能運営による劇場である。松竹芸能所属の芸人による演芸ライブ、演劇、イベント会場としての利用の他、他社主催の演劇などにも利用されていた。「松竹芸能新宿角座」とも表記する。
大阪・道頓堀に江戸時代から演芸場「道頓堀角座」があったが、2008年に閉館(その後松竹芸能 DAIHATSU MOVE 道頓堀角座 として2013年7月28日開業、2018年7月22日閉館)。由緒ある角座の名を東京で復活させた。

## 歴史・概要
2009年3月29日に閉館したTHEATER/TOPSの跡に、2011年5月14日開業。同日オープニングセレモニーが行われ、セレモニー後の杮落し公演はTKOによる「TKOゴールデン劇場 2011」(5月14日 - 5月15日、計3公演)であった。
同年4月17日に「松竹芸能チャリティーライブ～みんなの少しを大きな塊に～」を開催しているが、正式オープンは前記の日付である。
THEATER/TOPS時代は155席であったが、新宿角座は119席となった。
開業当初から漫才やコントのライブの他に落語会やトークライブも開催されている。
同年6月から、ピラミッド型ライブ「関東ゲラゲラBRONZE」「関東ゲラゲラSILVER」「関東ゲラゲラGOLD」が新宿角座でスタート( - 2017年3月)、当初は月曜日開催であったが2015年4月から火曜日開催となった。また、「事務所交流戦ライブ」(2011年6月22日初開催)、「松竹芸能タレントスクール生ライブ」(同年6月25日初開催)も2011年6月から行われている。
同年8月12日、「角座深夜寄席～特選真打ちの会～」を開始、この落語会は開始当初から男女ペアで来場すると割引になる仕組みを取り入れている。
2013年11月、はまぐちコントサークル（主宰・濱口優）から誕生したヴィジュアル系エア・バンド「禿夢」の定期公演を開始。
2015年12月31日から2016年1月1日にかけて初の24時間開催となる「24時間カドザフェス」を開催。
2016年1月22日から1月23日にかけて新宿角座で初の演劇公演となる「グルーミン～ぬいぐるみ男の数奇な人生～」(計3公演)をうしろシティの阿諏訪泰義・金子学主演で上演。
同年2月9日午後9時53分頃、新宿角座が入居するビル「WaMallトップスハウス」の上階飲食店舗にて火災が発生、新宿角座自体に直接の被害はなかったが、ビル内の設備点検のため、2月10日「事務所対抗ライブ2016　松竹芸能VS太田プロ」、2月12日「アメザリノライブ」の2公演が中止になり、2月13日の公演より再開した。なお中止になったライブの内、「事務所対抗ライブ2016 松竹芸能VS太田プロ」は、2016年4月28日に同じ出演者と内容で公演を行った。
同年9月22日、キンタロー。が結成したブサイク女芸人ユニット「SBK48」の旗揚げ公演を開催した。
松竹芸能創立60周年を記念して、松竹芸能創立60周年記念特番「新宿ますだおかだ寄席」と題したライブを2017年3月18日に開催、BSフジによって番組収録が行われた。同ライブは、ますだおかだがMCを務め、関西から海原はるかかなたも参加。また、創業60周年にちなんで、若手芸人60名がオンエアをかけた60秒ネタを披露した。
2021年3月28日にイベント「春の角座感謝祭」実施後、4月1日にて「メンテナンスのため当面の間」の休館を発表。以降の開催スケジュールは未定となった。
その後同年5月19日、運営を本多劇場グループに移管することを発表。事実上の閉鎖となった。
跡地は8月に「本多劇場グループ 新宿シアタートップス」としてリニューアルオープンする。松竹芸能も引き続き同劇場で公演を行うとしているが、演劇のTHEATER/TOPSが復活することとなった。

## 定期ライブ
※2017年4月現在、新宿角座で継続中のもののみ、特に表記のないものは毎月1回開催
- アメザリノライブ(2011年5月28日[28] - ) - ライブ名称・開催間隔の変遷はあるが、月1回継続中
- TKOトークライブ「戯れ言（ざれごと）」(2011年6月4日[29] - 2013年2月2日[30]、2014年1月25日[31] - ) - 2013年3月25日から(同年4月、10月、12月は開催なし)「笑わせることを忘れた男　木本芸人化計画」[32]を開催、2014年1月から2、3ヶ月に一度の割合で「戯れ言」再開

- 事務所交流戦ライブ(2011年6月22日[13] - )
- 松竹芸能タレントスクール生ライブ(2011年6月25日[14] - )
- 角座深夜寄席「特選真打ちの会」(2011年8月12日[15] - )
- はまぐちコントサークル（2011年8月27日[33] - ） - 開始当初は3ヶ月に一回程度、2013年3月以降は月1回
  - 禿夢ライブ（2013年11月 - ） - ヴィジュアル系エア・バンドの定期公演
  - スナックうめこスペシャル（2015年11月 - ） - メンテナンス (アイドルグループ)との共催企画
- 漫才セブン(2013年2月9日[34] - ) - 名称の変遷はあるが、基本隔月1回
- 放課後キャンディー(2013年4月5日[35] - ) - 当初は月1回、2016年から[36][37]隔月1回
- うしろシティのライブ(2013年5月17日[38]、同年8月23日[39] - ) - 単独ライブと銘打っているものは除く
- なすなかにしがいとこでネタをするライブ(※2017年1月からの名称)(2013年10月11日[40] - ) - ライブ名称の変遷はあるが、月1回継続中
- 松竹ネタライブ～ボーダーライン(2015年7月3日[41] - ) - 2017年1月現在、前回上位3組＋ネタ見せ(17組前後)が出演、MCは前回優勝者
- まいど大喜利ライブ(2015年7月9日[42] - )
- 喜利トリ王(2015年8月8日[43] - )
- 松竹若手芸人 下剋上バトル「竹」(2017年4月4日[44] - )
- 松竹若手芸人 下剋上バトル「松」(2017年4月11日[45] - )
  - 松竹若手芸人 下剋上バトルは、関東ゲラゲラシリーズで3段階だったピラミッドを2段階にしたもの

- 松竹NEXTライブ(2017年4月21日[46] - )

## 終了した主な定期ライブ
- 関東ゲラゲラBRONZE(2011年6月6日[9] - 2017年3月7日[47])
- 関東ゲラゲラSILVER(2011年6月13日[10] - 2017年3月14日[48])
- 関東ゲラゲラGOLD(2011年6月20日[11] - 2017年3月21日[49])
  - 関東ゲラゲラシリーズは、当初月1回月曜日開催、2015年4月[12]から月1回火曜日開催
- 松竹の事務所ライブ 松竹Aライブ(2015年1月23日[50] - 2017年3月24日[51])
- 60ライブ～60秒（くらいの）ネタを60分（くらい）するライブ～(2012年12月8日[52] - 2017年3月2日[53])
- 90ライブ〜90秒（くらいの）ネタを90分（くらい）するライブ〜(2016年3月2日[54] - 2017年3月11日[55])

## アクセス
公式サイトを基に記載。
- JR「新宿駅」東口　徒歩5分
- 地下鉄各線「新宿駅」「新宿三丁目駅」B9番出口　徒歩1分